# Dast Kortān
Dast Kortān (persiska: دست کرتان) är en ort i Iran.   Den ligger i provinsen Khuzestan, i den centrala delen av landet, 400 km söder om huvudstaden Teheran. Dast Kortān ligger 608 meter över havet och antalet invånare är 112.
Terrängen runt Dast Kortān är bergig österut, men västerut är den kuperad. Dast Kortān ligger nere i en dal. Runt Dast Kortān är det ganska tätbefolkat, med 56 invånare per kvadratkilometer. Närmaste större samhälle är Takht-e Kāshān, 5,8 km väster om Dast Kortān. Omgivningarna runt Dast Kortān är i huvudsak ett öppet busklandskap.